# NGC 2032
NGC 2032 est une nébuleuse en émission située dans la constellation de la Dorade. Elle a été découverte par l'astronome écossais James Dunlop en 1826
Les nébuleuses en émission NGC 2032 et NGC 2035 sont très près l'une de l'autre dans la région HII N59A.

Image du VLT. NGC 2035 est au-dessus du centre et NGC 2032 est à sa droite.